# The Crow: Salvation
The Crow: Salvation is een Amerikaans-Duitse horror/dramafilm uit 2000, geregisseerd door Bharat Nalluri. Het is de derde verfilming van de stripserie The Crow van James O'Barr. Hoofdrollen worden vertolkt door Eric Mabius, Kirsten Dunst, Jodi Lyn O'Keefe, Fred Ward.
Geen van de personages uit de vorige twee films keert terug in deze film. Ook het verhaal heeft geen banden met de vorige twee films. De film zou oorspronkelijk in de bioscopen uit worden gebracht, maar deze plannen werden tijdens de productie afgeblazen waarna de film werd uitgebracht als direct-naar-video.

## Verhaal
De film draati om Alex Corvis, een man die vals beschuldigd wordt van het vermoorden van zijn vriendin Lauren Randall. Drie jaar na haar dood wordt hij geëxecuteerd met de elektrische stoel. Corvis weet enkel dat de echte dader een kenmerkend litteken op zijn linkerarm heeft, maar kan dit niet bewijzen. Terwijl hij in de stoel zit en de stroom wordt ingeschakeld, ziet hij de betreffende man tussen het publiek staan.
De nacht na Corvis’ dood brengt een mysterieuze kraai hem weer tot leven als ondode. Hij zoekt Laurens zus Erin op, en slaagt haar erin te overtuigen wie hij is. Samen gaan ze op zoek naar de echte moordenaar van Lauren. Ze ontdekken dat Lauren vermoord is door een groep corrupte politieagenten geleid door een commissaris genaamd John. Hij is de man met het litteken. Corvis begint een voor een de agenten die op een of andere manier bij Laurens dood betrokken waren te vermoorden. Hij en Erin ontdekken tevens dat Erin en Laurens vader, Nathan Randall, betrokken was bij de praktijken van de agenten.
Wanneer John ontdekt dat Corvis achter hem aan zit, maakt hij een valse arm met een litteken identiek aan zijn eigen. Hij laat deze in een nachtclub genaamd Key Club verbergen. Zodra Corvis deze club vernietigt om weer een doelwit te doden, ziet hij de arm tussen het puin en denkt dat zijn missie voorbij is. Daarmee verdwijnen zijn krachten en wordt hij weer kwetsbaar. Dit geeft John de gelegenheid om met Corvis af te rekenen.
Corvis komt echter weer tot leven met hernieuwde krachten wanneer hij ontdekt dat John zijn ware doelwit is. Samen met Erin vangt hij John en doodt hem in dezelfde elektrische stoel waarin Corvis zelf stierf. Nu zijn missie werkelijk ten einde is, kan hij eindelijk rusten.

## Rolverdeling
| Acteur                       | Personage            |
| ---------------------------- | -------------------- |
| Eric Mabius                  | Alex Corvis/The Crow |
| Kirsten Dunst                | Erin Randall         |
| Fred Ward – Commissaris John |                      |
| Jodi Lyn O'Keefe             | Lauren Randall       |
| William Atherton             | Nathan Randall       |
| K.C. Clyde                   | Brad                 |
| Bruce McCarthy               | Madden               |
| Debbie Fan                   | Barbara Chen         |
| Dale Midkiff                 | Vincent Erlich       |
| David Stevens                | Tommy Leonard        |
| Grant Shaud                  | Peter Walsh          |
| Bill Mondy                   | Phillip Dutton       |
| Walton Goggins               | Stan Roberts         |
| Britt Leary                  | Stacey               |
| Tim DeKay                    | Martin Toomey        |
| Robby Robinson               | Minister             |

## Achtergrond

### Soundtrack
- 01: Filter - "The Best Things"
- 02: Rob Zombie - "Living Dead Girl"
- 03: The Infidels - "Bad Brother"
- 04: Kid Rock - "Warm Winter"
- 05: Hole - "It's All Over Now, Baby Blue"
- 06: The Flys - "What You Want"
- 07: Monster Magnet - "Big God"
- 08: Sin - "Painful"
- 09: Tricky - "Antihistamine"
- 10: Days of the New - "Independent Slaves"
- 11: Pitchshifter - "Everything Sucks (Again)"
- 12: Stabbing Westward - "Waking Up Beside You"
- 13: The Crystal Method - "Now Is the Time"
- 14: Static-X - "Burning Inside"
- 15: New American Shame - "Rusted Wings"
- 16: Danzig - "Underbelly of the Beast"

### Notities
- De achternaam van de hoofdpersoon, "Corvis", is Latijn voor “met de kraaien” of “voor de kraaien”.
- Oorspronkelijk had musicus en horrorfilmregisseur Rob Zombie een script geschreven voor een derde Crow-film getiteld “The Crow: 2037”. In dit script werden een jongen en zijn moeder in 2010 gedood door een satanische priester, waarna de jongen een jaar later terugkeert dankzij een kraai maar alles vergeet. Pas 27 jaar later krijgt hij zijn herinneringen terug en begint zijn wraakactie.
- James O'Barr, de bedenker van de Crow-strips, maakte enkele promotieschetsen voor de film.
- Deze film is de eerste stripverfilming waarin Kirsten Dunst meespeelt. Ze werd later vooral bekend als Mary Jane Watson in de Spider-Man films.
- De Duitstalige versie van de film is meer dan zes minuten ingekort ten opzichte van de Engelstalige versie. Onder andere de laatste scène ontbreekt.